# Aceras
Aceras is een botanische naam, voor een geslacht van orchideeën. Tot en met de 22e druk van de Heukels (1996), werd dit opgevat als een monotypisch geslacht, waarvan de enige soort, de poppenorchis, ook in België en Nederland voorkomt.
Vanaf de 23e druk van de Heukels (2005), waarin nieuwe inzichten in de verwantschappen van de orchideeën zijn verwerkt, wordt deze soort als Orchis anthropophora in het geslacht Orchis geplaatst. Zie aldaar voor een beschrijving.